# Popillia laetans
Popillia laetans är en skalbaggsart som beskrevs av Louis Albert Péringuey 1902. Popillia laetans ingår i släktet Popillia och familjen Rutelidae. Inga underarter finns listade i Catalogue of Life.